# Exetastes illinoiensis
Exetastes illinoiensis là một loài tò vò trong họ Ichneumonidae.